# Артаканы
Артаканы, хартаканы, ариканы (монг. артахан, хартахан, хартахин) — одно из племён нирунской ветви монголов. Представляют собой ответвление рода борджигин.

## Этноним
В переводе Л. А. Хетагурова этноним отражён в формах артакан и хартакан. В переводе И. Н. Березина — в форме арикан. В монгольском переводе Ц. Сүрэнхорлоо — в формах хартахин, артахан, хартахан. В английском переводе У. М. Такстона — в формах ärigin, härigän.

## История

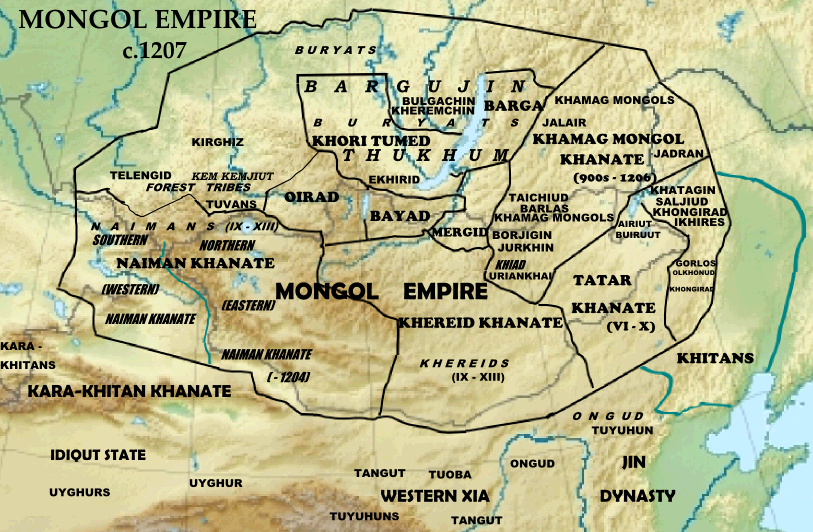
Монгольская империя в 1207 г.

Согласно «Сборнику летописей», артаканы (хартаканы) принадлежали к числу племён нирун-монголов. Нируны в начале XII века состояли из следующих родов: катакин, салджиут, тайджиут, хартакан, сиджиут, чинос, который называют также нукуз, нуякин, урут, мангут, дурбан, баарин, барулас, хадаркин, джуръят, будат, дуклат, йисут, сукан, кингият, кият, юркин, чаншиут, ясар и борджигин.
С формированием нирунов и в целом дарлекино-нирунской общности завершилось сложение основы современного монгольского народа, которая в научной литературе более известна как объединение родов и племён Трёхречья (истоков Онона, Керулена и Толы).
Данное объединение состояло из родственных между собой этнических групп. Цементирующей их основой был культ предков Бортэ-Чино и Бодончара, который прямо или опосредовано оказывал заметное влияние на формирование общих черт в культуре, быте, языке, мировоззрении населения.
Артаканы — потомки третьего сына Хайду, Джаучина (Чаочжин-Ортегая). Согласно историческим хроникам, Хайду был первым правителем, сумевшим объединить под своей властью монгольские роды. От старшего сына Хайду, Байсонкура, идёт ветвь предков Чингисхана, от второго сына Хайду, Чаракэ-лингума, произошли все племена тайджиутов.
По сведениям из «Сборника летописей», «в Монголии имеется много великих людей», принадлежащих к кости хартакан. Согласно Г. Н. Румянцеву, ариканы (артаканы) входили в коалицию тайджиутов наряду с такими родами, как кият (кыйииот), салджиут (санджиут), тайджиут, чинос (чинис, нукуз).
По мнению М. Т. Тынышпаева, ариканы (артаканы) были предками аргынов, которые в V—VII вв. были в составе коренных монголов и проживали на территории современной Монголии.
Крупный политический деятель Моголистана, военачальник, правитель улуса в Семиречье и на Тянь-Шане Хаджи-бек происходил из племени арканут. Хаджи-бек являлся ближайшим соратником первого хана Моголистана Туглук Тимура и участвовал в походах на Мавераннахр. Согласно Шараф ад-дину Язди, Хаджи-бек арканут приходился дядей другому моголистанскому военачальнику Анка-торе — родоначальнику киргизского племени Монолдор.

## Родословная
Согласно «Сокровенному сказанию монголов», родословная Чаочжин-Ортегая восходит к легендарному предку монголов Бортэ-Чино, который переплыл море Тенгис и поселился у берегов реки Онон, на горе Бурхан-Халдун. Под морем Тенгис, согласно ряду источников, подразумевалось озеро Байкал.
Родословная Чаочжин-Ортегая выглядит следующим образом:
- Борте-Чино, родившийся по изволению Вышнего Неба. Супругой его была Гоа-Марал, потомком их был Бата-Чиган.
- Сын Бата-Чигана — Тамача.
- Сын Тамачи — Хоричар-Мерген.
- Сын Хоричар-Мергана — Аучжам-Бороул.
- Сын Аучжам-Бороула — Сали-Хачау.
- Сын Сали-Хачау — Еке-Нидун.
- Сын Еке-Нидуна — Сим-Сочи.
- Сын Сим-Сочи — Харчу.
- Сын Харчу — Борчжигидай-Мерган — был женат на Монголчжин-гоа.
- Сын Борчжигидай-Мергана — Тороголчжин-Баян — был женат на Борохчин-гоа.
- Сыновья Тороголчжина: Дува-Сохор и Добун-Мерган.
- Добун-Мерган женился на Алан-гоа, дочери Хори-Туматского Хорилартай-Мергана. Матерью Алан-гоа была Баргучжин-гоа, дочь правителя баргутов Бархудай-Мергана.
- Войдя в дом к Добун-Мергану, Алан-гоа родила двух сыновей. То были Бугунотай и Бельгунотай.
- После смерти Добун-Мергана, Алан-гоа, будучи безмужней, родила трех сыновей. То были: Бугу-Хадаги, Бухату-Салчжи и Бодончар-простак. По легенде, Алан-гоа забеременела от луча света. Согласно другой версии, их настоящим отцом был Маалих, Баяудаец.
- Бодончар стал родоначальником поколения Борчжигин.
- Потомок Бодончара, который родился от первой, старшей жены, носил имя Барин-Ширату-Хабичи.
- Сын Хабичи-Баатура был Менен-Тудун.
- У Менен-Тудуна было семеро сыновей: Хачи-Кулюк, Хачин, Хачиу, Хачула, Хачиун, Харандай и Начин-Баатур.
- Сын Хачи-Кулюка, Хайду, по матери происходил от Намолуны.
- У Хайду было три сына: Байшингор-Докшин, Чарахай-Линху и Чаочжин-Ортегай.
- От сыновей Чаочжин-Ортегая пошли племена: Оронар, Хонхотан, Арулад, Сонид, Хабтурхас, Генигес[10] и Кэит[12]. Согласно «Сборнику летописей», от рода Джаучина произошли артаканы и сиджиуты[1].